# Anoplura
A subordem dos anopluros (Anoplura) reúne cerca de 500 espécies de insetos conhecidos como piolhos. Os Anoplura são parasitas que se alimentam, de uma forma geral, do sangue de mamíferos. 
Os piolhos que infestam seres humanos pertencem a esta subordem.